# Almudévar
Almudévar est une commune d'Espagne, dans la province de Huesca, communauté autonome d'Aragon comarque de Hoya de Huesca.

## Personnalité liée à la commune

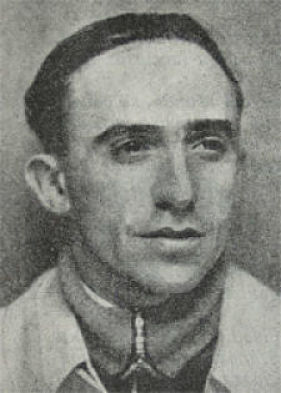
Francisco Ascaso Abadía.

Francisco Ascaso Abadía, militant anarcho-syndicaliste espagnol membre de la Confederación Nacional del Trabajo (CNT) et compagnon de lutte de Buenaventura Durruti, né à Almudévar en 1901.

## Jumelage
- Lembeye (France)

Des échanges de correspondants ont lieu avec le Collège du Vic-Bilh à Lembeye et Almudévar.